# Nguyễn Bảo
Nguyễn Bảo (1452-1503?), hiệu Châu Khê, là quan nhà Lê sơ và là nhà thơ Việt Nam.

## Tiểu sử
Nguyễn Bảo là người xã Phượng Lai, huyện Vũ Tiên, phủ Kiến Xương, trấn Sơn Nam (nay thuộc tỉnh Thái Bình).
Năm Nhâm Thìn (1472) dưới triều Lê Thánh Tông(ở ngôi: 1460-1497), Nguyễn Bảo thi đỗ Tiến sĩ lúc mới 20 tuổi, được cử làm Học sĩ tòa Đông các giúp các Thái tử học tập.
Năm 1490, ông được cử làm Tư giảng chính thức, giảng dạy cho Thái tử chức Tăng (tên húy là Lê Tranh, sau nối ngôi là Lê Hiển Tông) ở Tả Xuân đường. Ít lâu sau, ông ra làm Tham nghị ở Hải Dương.
Năm 1495, ông lại về triều làm Tả thuyết thư, tiếp tục giảng dạy cho Thái tử Tăng. Khi Thái tử lên ngôi, tức vua Lê Hiến Tông (ở ngôi: 1497-1504), Nguyễn Bảo được cử làm Tả Thị lang bộ Lễ, tham dự và coi công việc ở viện Hàn lâm. Vào thời gian này ông vâng sắc soạn bài minh để khắc vào bia ở am Hiển Thụy trên núi Phật Tích (núi Thầy ở Sài Sơn, Quốc Oai, Hà Nội).
Năm 1501, thăng ông àm Thượng thư bộ Lễ, kiêm Thị độc viện Hàn lâm, sau vài năm thì mất, được truy tặng tước Thiếu bảo.

## Sự nghiệp văn chương
Tác phẩm Nguyễn Bảo có Châu Khê thi tập gồm 8 quyển. Đây là tập thơ chữ Hán, do học trò ông là Tiến sĩ Trần Củng Uyên sưu tầm, viết tựa và biên tập. Sau được Lê Quý Đôn tuyển giới thiệu 160 bài trong Toàn Việt thi lục.
Nhận xét thơ ông, Phan Huy Chú viết:
"Lời thơ (ông) giản dị, trọng hậu, có khí cốt".
Sách Văn học thế kỷ XV-XVII viết:
"Thơ ông bình dị, giàu cảm xúc, đặc biệt thơ thiên nhiên có nhiều hình ảnh độc đáo .
Giới thiệu một bài:
| Phiên âm Hán-Việt: Tuế mộ thuật hoài Mạc mạc vân sơn nhập mộng đa, Mỗi phương tuế án bội tư gia. Mãn tiền phong vật tri tâm thiểu, Huống phục lưu niên mấn dĩ hoa. | Dịch nghĩa: Tỏ nỗi lòng Mây núi mênh mang thường chập chờn trong giấc mộng, Cứ mỗi lần cuối năm, lại nhớ nhà da diết. Cảnh vật đầy trước mắt, nhưng người tri âm ít, Huống gì năm tháng trôi qua, mái đầu đã bạc. |

## Sách tham khảo
- Phan Huy Chú, Lịch triều hiến chương loại chí (Tập I, phần Nhân vật chí) và Tập III (phần Văn tịch chí). Nhà xuất bản khoa học xã hội, 1992.
- Nguyễn Q. Thắng-Nguyễn Bá Thế, Từ điển nhân vật lịch sử Việt Nam (mục từ "Nguyễn Bảo"). Nhà xuất bản khoa học xã hội, 1992.
- Trần Thị Băng Thanh (chủ biên), Văn học thế kỷ XV-XVII (mục từ Nguyễn Bảo). Nhà xuất bản khoa học xã hội, 2004.